# Cucerirea normandă

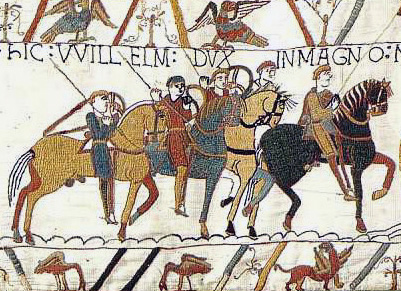
The Tapiseria de la Bayeux înfățișează Bătălia de la Hastings și evenimentele care au dus la aceasta.

Cucerirea normandă a Angliei a început în 1066 prin invazia regatului Angliei de către
Wilhelm Cuceritorul (Duce de Normandia) și victoria acestuia în Bătălia de la Hastings, care a avut ca urmare luarea în stăpânire a Angliei de către Normanzi. Cucerirea normandă a fost un punct de cotitură în istoria Angliei din mai multe motive. Acest eveniment a dus la conectarea și mai strânsă a Angliei cu Europa continentală, prin apariția unei aristocrații normande, ducând astfel la scăderea influenței scandinave. De asemenea, a dus la crearea uneia dintre cele mai puternice monarhii din Europa și la împământenirea unui sistem de guvernământ sofisticat. Cucerirea a schimbat limba și cultura engleză și a creat premisele unui conflict cu Franța care va continua, cu intermitențe, până în secolul al XX-lea. Va marca identitatea națională engleză drept ultima cucerire străină reușită a Angliei.

## Alte lucrări
- Chibnall, Marjorie (1999). Debate on the Norman Conquest. New York: St. Martin's Press.
- Douglas, David (1964). William the Conqueror: The Norman impact upon England. University of California Press.
- Humble, Richard (1992). The Fall of Saxon England. Barnes & Noble. ISBN 0-88029-987-8.
- Howarth, David (1981). 1066 The Year of the Conquest. Viking Penguin. ISBN 0-14-005850-8.

- Rex, Peter (2004). The English Resistance: The Underground War Against the Normans. Tempus Publishing Ltd. ISBN 0-7524-2827-6.
- Savage, Anne (1997). The Anglo-Saxon Chronicles. CLB. ISBN 1-85833-478-0.